# Жаркова, Лидия Михайловна
Ли́дия Миха́йловна Жарко́ва (7 августа 1926, деревня Кузнечиха Савинского района Ивановской области — 4 января 2009, Москва) — основатель и первый директор Российской государственной детской библиотеки (1969—2008). Заслуженный работник культуры РСФСР (1976).

## Биография
Окончила Московский государственный библиотечный институт (1948).
В 1948—1969 гг. сотрудник Государственной публичной исторической библиотеки России. Директор Российской государственной детской библиотеки со дня её основания (1969) и до конца жизни. кавалер ордена «За заслуги перед Отечеством» IV степени, ордена Почёта (1997), ордена святого благоверного царевича Димитрия «За дела милосердия».

## Общественная деятельность

Мемориальная доска Жарковой Л. М. Находится внутри здания Российской государственной детской библиотеки.

## Награды
- Орден «За заслуги перед Отечеством» IV степени (22 февраля 2003 года) — за большой вклад в развитие библиотечного дела[3].
- Орден Почёта (16 апреля 1997 года) — за заслуги перед государством, большой вклад в укрепление дружбы и сотрудничества между народами, многолетнюю плодотворную деятельность в области культуры и искусства[2].
- Заслуженный работник культуры РСФСР (22 сентября 1976 года) — за заслуги в области советской культуры[4].
- Почётная грамота Президиума Верховного Совета РСФСР (14 октября 1986 года) — за многолетнюю плодотворную работу в области советской культуры[5].
- Орден святого благоверного царевича Димитрия «За дела милосердия».